# Сабаево (Гафурийский район)
Сабаево (баш. Һабай) — деревня в Гафурийском районе Республики Башкортостан Российской Федерации. Входит в состав Ковардинского сельсовета.

## География

### Географическое положение
Находится на правом берегу реки Зилим, в месте впадения реки Коварды.
Расстояние до:
- районного центра (Красноусольский): 58 км,
- центра сельсовета (Коварды): 4 км,
- ближайшей ж/д станции (Белое Озеро): 70 км.

## Население
| 2002 | 2009 | 2010 |
| ---- | ---- | ---- |
| 197  | ↗223 | ↘177 |

Согласно переписи 2002 года, преобладающая национальность — башкиры (98 %).

## Религия
В деревне есть мечеть.

## Известные уроженцы, жители
- Амир Мухаметович Аминев (род. 1 января 1953) — советский и российский прозаик, писатель, публицист, лауреат Большой литературной премии России (2012).